# Lutz Johannsen

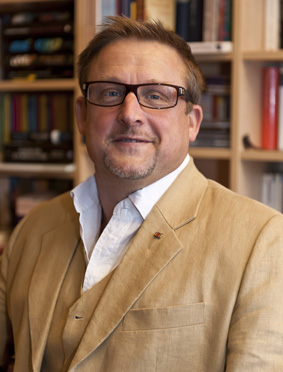
Lutz Johannsen (2010)

Lutz Johannsen (* 24. Juni 1960 in Münnerstadt/Unterfranken, geb. Streit, früher Kretschmann-Johannsen) ist ein deutscher Politiker (SPD). Von 1997 bis 2001 und von 2004 bis 2008 war er als Abgeordneter Mitglied der Hamburgischen Bürgerschaft. Seit 1989  engagiert er sich gegen AIDS und setzt sich seitdem für die Rechte der LSBTI*-Gemeinde ein.

## Leben
Lutz Johannsen erlangte 1977 den Hauptschulabschluss in Sankt Peter-Ording und begann danach eine Lehre zum Koch in Westerdeichstrich in der Nähe von Büsum.
Danach leistete er seinen Wehrdienst in der Marineversorgungsschule (List auf Sylt) ab. Ab 1983 besuchte er die Hotelfachschule Hamburg, die er 1985 als Betriebswirt des Hotel- und Gaststättengewerbes abschloss, zeitgleich holte er die Prüfung zur mittleren Reife nach und legte seine Ausbildereignungsprüfung ab. In den Jahren 1986–1992 war er als Oberkellner, Restaurantdirektor und Cateringmanager tätig. Von 1994 bis 1996 war Lutz Johannsen Büroleiter des „big spender e.V.“. Von 2001 bis 2022 war er Einkaufs- und Verkaufsleiter sowie Produktentwickler bei der IMAGE Ident Marketing mbH, die zum Unternehmensbereich (ddvg) der SPD gehört.
2004 ging Lutz Johannsen mit seinem langjährigen Lebensgefährten Uwe Johannsen die Lebenspartnerschaft ein. Zeitweise trug er den Doppelnamen Kretschmann-Johannsen. Seit 2008 trägt er nur noch den Namen Johannsen. Im November 2017 ging er die Ehe für alle mit seinem Partner ein.

## Politik
Im Bürgerschaftswahlkampf 1997 war Johannsen Wahlkampfleiter der SPD Hamburg und zog als erster offen homosexueller Abgeordneter einer SPD-Landtagsfraktion in die Bürgerschaft ein.
Dort leistete er u. a. einen Beitrag zur Gleichstellungspolitik homosexueller Frauen und Männer in Hamburg. Während der 16. Legislaturperiode (1997–2001) wurde so z. B. unter dem rot-grünen Senat aufgrund einer gemeinsamen Initiative der SPD und der GAL von der Bürgerschaft das Rechtsinstitut der „Hamburger Ehe“ beschlossen. Die „Hamburger Ehe“ gilt als erster Vorläufer für das Lebenspartnerschaftsgesetz und die Ehe für Alle. Fortschritte in der Gleichstellung homosexueller Paare wurden darüber hinaus beim Auskunftsrecht im Krankenhaus und beim Aufenthaltsrecht bei binationalen Paaren erreicht.
Nach der Bürgerschaftswahl 2001 verfehlte er den Wiedereinzug, der ihm aber 2004 erneut gelang. Von 2001 bis 2004 war Lutz Johannsen Mitglied der Deputation der Hamburger Behörde für Umwelt und Gesundheit (BUG). Von 2000 bis 2008 war er Mitglied im Distriktsvorstand der SPD St. Georg und von 2001 bis 2006 der Landesvorsitzende der „Landesarbeitsgemeinschaft der Lesben und Schwulen in der SPD Hamburg“ (Schwusos).
Seit seinem Wiedereinzug in die Hamburgische Bürgerschaft 2004 und der Regierungsübernahme durch Ole von Beust (CDU), engagierte sich Lutz Johannsen in der Opposition weiter gegen den Stillstand in der Gleichstellungspolitik. So verurteilte er die Kürzungen bei der Hamburger AIDS-Prävention. In der Hamburger SPD-Fraktion war er als Fachsprecher für Lesben und Schwule zuständig. Von Beginn der 18. Wahlperiode bis Ende Oktober 2005 hatte Lutz Johannsen die Funktion des gesundheitspolitischen Sprechers der SPD-Bürgerschaftsfraktion inne, in der er sich u. a. gegen den Verkauf des Landesbetriebes Krankenhäuser einsetzte. Johannsen kandidierte 2008 nicht mehr zur Bürgerschaftswahl.

## Zivilgesellschaftliches Engagement
1992 gründete er zusammen mit Willi Prange „big spender e.V.“ als ein Projekt, das Spenden im Sinne des Fundraisings für AIDS-Hilfe-Projekte akquirierte. Nach der Gründung führte Lutz Johannsen den Verein erst als Vorstandsvorsitzender, dann als Büroleiter.
Seit 2003 ist er Mitglied der Aidshilfe Hamburg und gehörte von 2008 bis 2021 ehrenamtlich deren Aufsichtsrat an.
2014 initiierte Lutz Johannsen mit der Aidshilfe Hamburg e.V. die Hamburgische Regenbogenstiftung. Die Hamburgische Regenbogenstiftung möchte dazu beitragen, das Menschen, die durch ihre Lebensumstände eine besondere Unterstützung bedürfen, in einem diskriminierungs- und stigmatisierungsfreien Umfeld in Würde leben können, und fördert zu diesem Zweck die Hamburger Aidshilfe. Von 2014 bis Mitte 2021 war er der Vorstandsvorsitzende der Stiftung.
Von 2005 bis 2011 war Lutz Johannsen Vorstandsmitglied im „Bürgerverein von 1860 zu Sankt Georg e.V.“. Seit Januar 2024 ist Lutz Johannsen Mitglied im Beirat des Vereins Schalom Hamburg e. V.

## Orden, Ehrentitel und Auszeichnungen
Der damalige deutsche Bundespräsident Johannes Rau hat Lutz Johannsen, das Bundesverdienstkreuz am Bande des Verdienstordens der Bundesrepublik Deutschland verliehen. Am 4. März 2003 wurde Lutz Johannsen das Verdienstkreuz von Hamburgs Erstem Bürgermeister, Ole von Beust, im Rathaus überreicht.
Mit dieser Auszeichnung würdigte Rau die Verdienste von Johannsen im Bereich der AIDS-Prävention und Unterstützung von AIDS-Hilfsprojekten. Lutz Johannsen gehört zu den Initiatoren und Gründern des größten Fundraiser-Vereins für AIDS-Hilfsprojekte in Deutschland, „big spender e.V.“.
Bundespräsident Frank-Walter Steinmeier verlieh Lutz Johannsen am 21. September 2019 das Bundesverdienstkreuz 1. Klasse des Verdienstordens der Bundesrepublik Deutschland.
Mit dieser Auszeichnung würdigte der Bundespräsident die Verdienste von Lutz Johannsen, Menschen aus Kunst, Kultur, Sport, Wissenschaft, Politik und anderen gesellschaftlichen Bereichen zu begeistern, motivieren und gewinnen, um die Belange von Menschen mit HIV bzw. AIDS in die Breite der Gesellschaft zu tragen und um Vorurteile abzubauen.
Im Juli 2021 erhielt Lutz Johannsen den Community Preis „Pride Award 2021“ von Hamburg Pride e.V. für seinen Jahrzehnte andauernden Einsatz als LGBTQIA+ und AIDS-Aktivist.
Nach seinem Ausscheiden aus dem Amt des Vorsitzenden ernannte ihn die Hamburgische Regenbogenstiftung 2021 zu ihrem Ehrenvorsitzenden.

## Mitgliedschaften
- Hamburg Pride e.V.
- AIDS-Hilfe Hamburg e.V.
- Hamburgische Regenbogenstiftung
- Sozialdemokratische Partei Deutschland
- Schalom Hamburg e. V.
- VDK Deutschland